# Bidessodes evanidus
Bidessodes evanidus är en skalbaggsart som beskrevs av Young 1986. Bidessodes evanidus ingår i släktet Bidessodes och familjen dykare. Inga underarter finns listade i Catalogue of Life.